# Infected (album de HammerFall)
Pour les articles homonymes, voir Infected.
Albums de HammerFall
No Sacrifice, No Victory
(2009) (r)Evolution
(2014)
Infected est le huitième album du groupe HammerFall sorti le 20 mai 2011. Le groupe signe ici un album qui marque un grand changement dans leur musique. La première différence que l'on peut constater est la disparition d'Hector (mascotte du groupe) de la pochette de l'album.

## Liste des pistes
1. Patient Zero - 6:01
2. B.Y.H. - 3:47
3. One More Time - 4:07
4. The Outlaw - 4:10
5. Send Me a Sign - 4:00
6. Dia De Los Muertos - 5:07
7. I Refuse - 4:32
8. 666 - The Enemy Within - 4:28
9. Immortalized - 3:59
10. Let's Get It On - 4:05
11. Redemption - 7:02